# Haakon III
Haakon III Sverresson, (norw. Håkon Sverresson, ur. ?, zm. 1 stycznia 1204 w Bergen) — król Norwegii w latach 1202–1204, z dynastii Yngling.
Haakon był młodszym synem króla Norwegii Sverrego Sigurdssona (zm. 9 marca 1202) i jego nałożnicy Astrid, z którą Sverre żył na Wyspach Owczych, zanim w 1177 przybył do Norwegii i zdobył tron królewski. Haakon wraz z ojcem (który podawał się za syna króla Sigurda II) brał udział w walkach przeciwko wojskom króla Magnusa V, podczas których z powodzeniem dowodził wojskiem ojca.
Po śmierci ojca Haakon został przywódcą stronnictwa Birkebeiner i królem Norwegii. Panowanie Haakona III przypadło na okres wieloletniej wojny domowej trwającej w Norwegii od 1130 do 1240 pomiędzy kolejnymi władcami norweskimi i pretendentami do tronu królewskiego. W kraju istniały dwa zwalczające się obozy: pierwszy z nich, stronnictwo Birkebeiner, zwane narodowym, dążyło do zjednoczenia kraju pod władzą jednego władcy; drugie stronnictwo Baglar, zwane stronnictwem kościelnym, ponieważ uzyskało poparcie biskupów norweskich uważało, że każdy potomek królewskiego rodu ma prawo do części władztwa. Silne rządy ojca pozwoliły Haakonowi rozciągnąć swą władzę na całe terytorium kraju. Musiał się jednak liczyć z głosami niezadowolenia ze strony hierarchii kościelnej, która od czasu wyklęcia tych spośród biskupów, którzy popierali króla Sverrego, stała się częścią antykrólewskiej opozycji. Haakonowi udało się doprowadzić do ugody z biskupami.
Pomyślnie rozpoczęte panowanie Haakona zostało przerwane. Miało to związek z jego macochą, królową Małgorzatą, córką króla Szwecji Eryka IX. Królowa Małgorzata bezpośrednio po śmierci króla Sverrego wyjechała do Szwecji. Pod koniec grudnia 1203 powróciła do Norwegii wraz z córką Krystyną (jej ojcem był Sverre) i przybyła na dwór króla. Dwa dni później, 1 stycznia 1204, król Haakon III zmarł, prawdopodobnie otruty. Królowa Małgorzata została oskarżona o zbrodnię, wówczas jeden z jej sług, by dowieść niewinności kobiety, zgodził się poddać sądowi bożemu, jednak podczas próby wody utonął. Wtedy królowa ponownie opuściła Norwegię.
Po śmierci Haakona królem obwołany został będący dzieckiem Guttorm Sigurdsson, syn Sigurda Lavarda, wnuk króla Sverrego. Jednakże Guttorm po kilku miesiącach zmarł, a władzę w kraju objął Inge II Baardsson, podobnie jak Haakon III, wnuk Sigurda II.
Haakon III nie był żonaty, w chwili śmierci nie miał potomków. Dzieckiem Haakona, urodzonym już po jego śmierci, był Haakon, późniejszy król Norwegii Haakon IV Stary.